# Maurizio Mansi
Maurizio Mansi (* 3. September 1965 in Montréal, Québec) ist ein italo-kanadischer Eishockeytrainer und ehemaliger Eishockeyspieler, der bis Januar 2017 als Cheftrainer des EHC Olten in der National League B (NLB) im Amt war.
Während seiner Spielerkarriere war er unter anderem für den ESV Kaufbeuren und für die Düsseldorfer EG aus der Deutschen Eishockey Liga aktiv und spielte in der italienischen Nationalmannschaft.

## Spielerkarriere
Mansi begann seine Karriere 1984 im Team des Rensselaer Polytechnic Institute, mit dem er fortan in der US-amerikanischen Collegeliga ECAC Hockey aktiv war. Bereits in seiner ersten Saison am Polytechnic Institute konnte er mit seiner Mannschaft die Meisterschaft, den Whitelaw Cup, der ECAC Liga gewinnen. Im Finale bezwang man die Harvard University in einer best-of-three-Serie mit 3:1. Somit qualifizierte man sich für die NCAA Meisterschaft. Auch dort konnte er mit dem Institute überzeugen und feierte am Ende nach einem 2:1-Finalsieg über das Providence College die Meisterschaft. Im gleichen Jahr wurde er des Weiteren während des NHL Entry Draft 1985 von den Montréal Canadiens in der zehnten Runde an insgesamt 195. Position ausgewählt. Mansi beendete daraufhin sein Studium und wechselte im Sommer 1988 in die American Hockey League zu den Maine Mariners, dem damaligen Farmteam der New Jersey Devils. Dort konnte er sich allerdings nicht durchsetzen und kam überwiegend in der International Hockey League bei den Flint Spirits zum Einsatz.
Schließlich entschied er sich während der Spielzeit 1989/90 für einen Wechsel in die höchste italienische Eishockey Liga, die Serie A, wo er einen Vertrag beim HC Pustertal unterschrieb. In den folgenden Jahren spielte er unter anderem noch für den AS Varese, ehe er sich zur Saison 1996/97 dem ESV Kaufbeuren aus der Deutschen Eishockey Liga anschloss. In Kaufbeuren gelang ihm allerdings nicht der Durchbruch und so verließ er den Verein bereits Mitte der folgenden Saison wieder. Nachdem er anschließend zwei Partien beim SC Riessersee absolviert hatte und 23 Mal für den EC VSV aufgelaufen war, zog es ihn zurück zu seinem langjährigen Arbeitgeber, in die Serie A zum HC Pustertal. Dort beendete er die laufende Spielzeit. Im Sommer 1998 wurden die Verantwortlichen der Düsseldorfer EG auf den Linksschützen aufmerksam und transferierten ihn in die 2. Bundesliga. Zwei Jahre später stieg er mit der DEG in die Deutsche Eishockey Liga auf. Mansi verließ den Klub nach einer weiteren Spielzeit in der DEL wieder und heuerte in Großbritannien an. Letzten Endes absolvierte er 149 Spiele für Düsseldorf, in denen er 97 Scorerpunkte erzielen konnte. In Großbritannien nahmen ihn die London Knights aus der höchsten britischen Spielklasse, der Ice Hockey Superleague, unter Vertrag. Anschließende Karrierestationen waren erneut der AS Varese, sowie der HC Milano, bei denen er 2006 im Alter von 40 Jahren seine Karriere beendete.

### International
Für Italien nahm Mansi im Zeitraum von 1992 bis 2002 an zahlreichen Weltmeisterschaften sowie den Olympischen Winterspielen 1994 und den Olympischen Winterspielen 1998 teil. Insgesamt absolvierte er 53 WM-Spiele, in denen der Verteidiger bzw. Flügelstürmer elf Tore und 18 Torvorlagen erzielte sowie 56 Minuten auf der Strafbank verbrachte. Bei Olympischen Winterspielen stand er in elf Partien im Einsatz, in denen Mansi zwei Tore und zwei Assists verbuchte. Weiters erhielt er zwölf Strafminuten.

## Trainerkarriere
Ab der Saison 2008/09 war Maurizio Mansi bei den Hamburg Freezers aus der Deutschen Eishockey Liga neben den beiden Kanadiern Bill Stewart und Tom Hedican als Co-Trainer aktiv. Sein Vertrag in Hamburg lief bis 2009 und für die Spielzeit 2009/10 unterschrieb Mansi einen Vertrag beim SC Riessersee als Chef-Trainer. Als Assistent von Pat Cortina unterschrieb er für die Saison 2010/11 einen Einjahresvertrag beim DEL-Aufsteiger EHC München. Sein Vertrag wurde für die Saison 2011/12 sowie die Saison 2012/13 um jeweils eine Spielzeit verlängert. Zur Saison 2013/14 wechselte er als Co-Trainer zu den Nürnberg Ice Tigers und unterstützte dort den Cheftrainer Tray Tuomie, ehe er im Dezember 2014 dort entlassen wurde. Im Januar 2015 fand Mansi erneut Anstellung beim SC Riessersee, nachdem dort Toni Krinner den Posten als Chef-Coach auf eigenen Wunsch räumte. Nach der Saison 2014/15 wurde sein Vertrag jedoch nicht verlängert, da Tim Regan, der bis zum Saisonende 2014/15 noch selbst für den SCR stürmte, das Traineramt übernahm.
Er arbeitete seit 2012 für den spanischen Eishockeyverband, für den er bei mehreren Turnieren als Assistenztrainer der Nationalmannschaft wirkte. Im Mai 2016 wurde er vom EHC Olten aus der Schweizer National League B (NLB) als Cheftrainer verpflichtet. Am 24. Januar 2017 wurde er in Olten entlassen. Zum Zeitpunkt der Trennung stand der ECHO auf dem fünften Rang in der NLB-Tabelle. Die Klubführung begründete Mansis Entlassung mit «zunehmend ungenügenden Leistungen» der Mannschaft.